# Weissia tyrrhena
Weissia tyrrhena är en bladmossart som beskrevs av Fleischer 1893. Weissia tyrrhena ingår i släktet krusmossor, och familjen Pottiaceae. Inga underarter finns listade i Catalogue of Life.